# Sierra del Plata
Sierra del Plata (in spagnolo "montagna d'argento") è un leggendario tesoro in argento che i colonizzatori spagnoli ritenevano si trovasse da qualche parte in Sudamerica. La leggenda era già diffusa all'inizio del XVI secolo. In quest'epoca, gli spagnoli battezzarono Río de la Plata ("fiume d'argento") l'estuario dei fiumi Uruguay e Paraná, ritenendo che seguendo il loro corso si potesse giungere alla Sierra del Plata.
Non vi sono elementi che indichino un fondamento oggettivo della leggenda; lo stesso bacino del Rio de la Plata non è particolarmente ricco di miniere d'argento. I più grandi giacimenti d'argento si trovano nelle Ande, a oltre 1500 km di distanza. Ricche miniere d'argento si trovano anche a Potosí, nell'odierna Bolivia.
Lo stato dell'Argentina prende il proprio nome dalla parola latina argentum (argento).